# شبه صامت
الشبه صامت أو الصامت التقريبي تعني حروف الكلام الصامتة التي تحتوي على مفاصل يقترب بعضها البعض ولكن بفارق ضئيل  لا يكفي لتحديد النطق بدقة  أو لخلق تدفق الهواء المناسب. لذلك يقع الصامت التقريبي بين الصامت الاحتكاكي ينتج بدفع الهواء عبر ممر ضيق مما يحدث صوتا مسموعا، وأحرف العلة و التي هي صوت كلام إنساني يُنتج بطريق صوتي مفتوح بحيث لا يكون هناك تراكم لضغط الهواء في أي نقطة فوق مزمار الحنجرة .